# 张均 (1935年)
张均（1935年—），原名张承颜，女，湖北蕲春人，中国舞蹈演员，曾任东方歌舞团独舞演员、总导演、艺术指导，第三、四届全国人大代表。